# Barbora Palicová
Barbora Palicová (* 11. März 2004 in Neratovice) ist eine tschechische Tennisspielerin.

## Karriere
Barbora Palicová spielt bislang vor allem Turniere der ITF Juniors Tour sowie der ITF Women’s World Tennis Tour, auf der sie bereits vier Einzeltitel erringen konnte.
Bei den French Open 2020 trat sie sowohl im Juniorinneneinzel als auch mit Partnerin Darja Viďmanová im Juniorinnendoppel an, schied aber in beiden Wettbewerben bereits in der ersten Runde aus.
Ihr erstes Turnier der WTA Tour spielte Palicová, als sie eine Wildcard für die Qualifikation zu den Prague Open 2020 erhielt. Dort gelang ihr mit einem 6:3-, 6:4-Sieg über Ellen Perez der Einzug in die nächste Runde, wo sie aber dann Lessja Zurenko mit 6:2, 4:6 und 1:6 unterlag.
In der tschechischen Liga tritt sie für den Verein Sparta Prag an.

## Turniersiege

### Einzel
| Nr. | Datum           | Turnier | Kategorie | Belag | Finalgegnerin         | Ergebnis         |
| --- | --------------- | ------- | --------- | ----- | --------------------- | ---------------- |
| 1.  | 23. Januar 2022 | Antalya | ITF W15   | Sand  | İlay Yörük            | 6:3, 7:62        |
| 2.  | 28. August 2022 | Přerov  | ITF W60   | Sand  | Sada Nahimana         | 6:2, 1:6, 6:0    |
| 3.  | 3. Juni 2024    | Otoćec  | ITF W50   | Sand  | Victoria Mboko        | 6:1, 2:6, 6:4    |
| 4.  | 16. Juni 2024   | Danzig  | ITF W35   | Sand  | Kajsa Rinaldo Persson | 6:2, 1:0 Aufgabe |